# Rafik Halisz
Rafik Halisz (arabul:  رفيق حليش) (Algír, 1986. szeptember 2. –) algériai labdarúgó, aki védőként játszik. Jelenleg az Estoril és az algériai labdarúgó-válogatott játékosa.

## Statisztika

### Válogatott
(2014. július 11. szerint)
| Válogatott | Szezon   | Mérkőzés | Gól |
| ---------- | -------- | -------- | --- |
| Algéria    | 2007–08  | 0        | 0   |
| Algéria    | 2008–09  | 8        | 0   |
| Algéria    | 2009–10  | 12       | 1   |
| Algéria    | 2010–11  | 1        | 0   |
| Algéria    | 2011–12  | 0        | 0   |
| Algéria    | 2012–13  | 4        | 0   |
| Algéria    | 2013–14  | 8        | 1   |
| Összesen   | Összesen | 33       | 2   |

### Góljai a válogatottban
|    | Időpont          | Helyszín                          | Ellenfél  | Gólok | Eredmény | Kiírás                           |
| -- | ---------------- | --------------------------------- | --------- | ----- | -------- | -------------------------------- |
| 1. | 2010. január 11. | 11 de Novembro, Luanda, Angola    | Mali      | 1–0   | 1–0      | 2010-es afrikai nemzetek kupája  |
| 2. | 2014. június 22. | Beira-Rio, Porto Alegre, Brazília | Dél-Korea | 2–0   | 4–2      | 2014-es labdarúgó-világbajnokság |